# Dreyer's

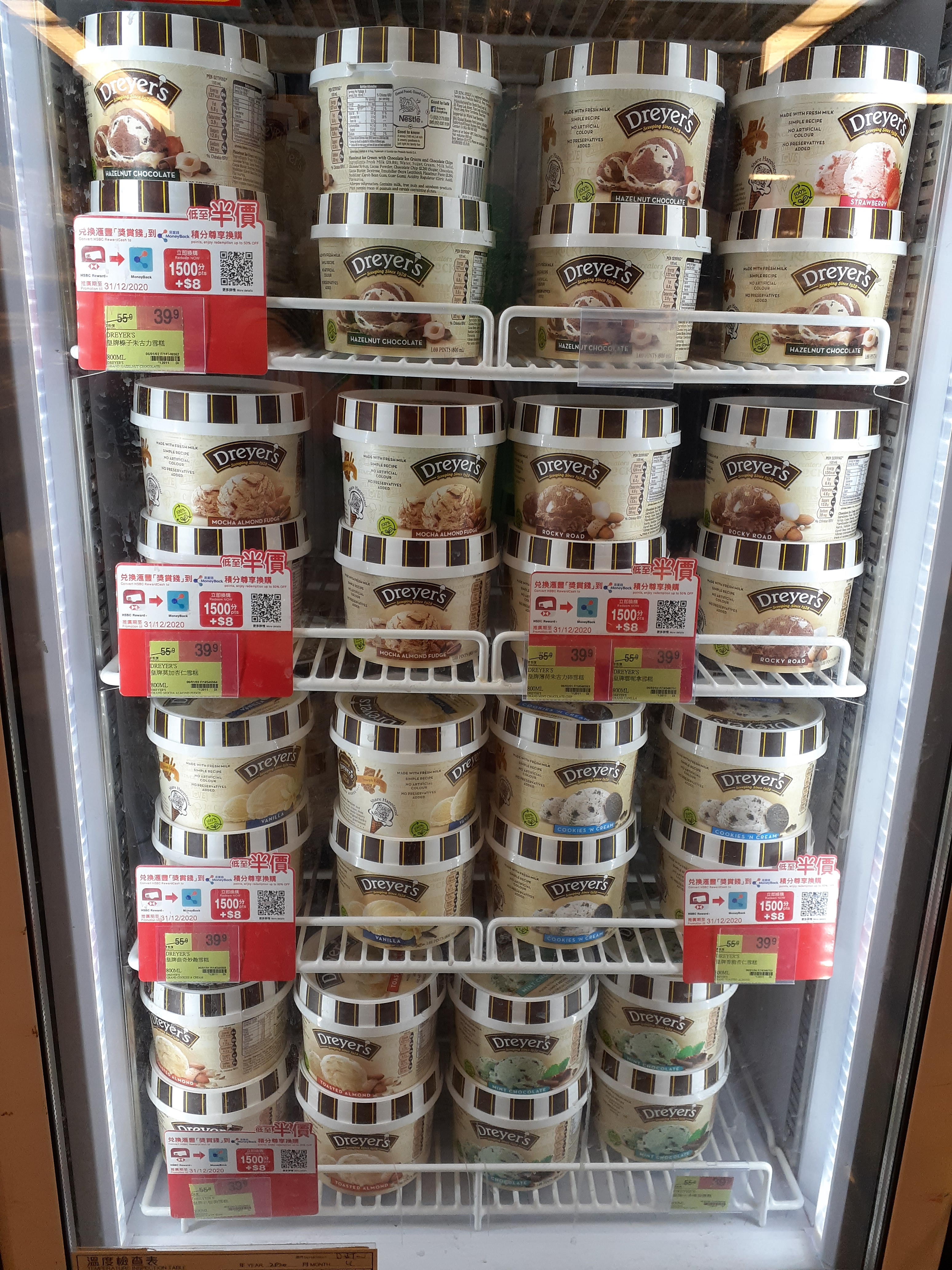
Glass tillhörande Dreyer's i en glassfrys i Hongkong i december 2020.

Dreyer's Grand Ice Cream Holdings, Inc. är ett amerikanskt företag som tillverkar och säljer glass under varumärkena Dreyer's  och Edy's. För 2015 hade Dreyer's en total försäljning på 773 miljoner amerikanska dollar. De är ett dotterbolag till det brittiska samriskföretaget Froneri, som ägs till 50% vardera av schweiziska livsmedelsjätten Nestlé och franska riskkapitalbolaget Pai Partners.
Dreyer's säljs i västra USA och Texas samt 2003 även i fjärran östern medan Edy's säljs i östra- och mellanvästra USA samt 2003 även i Sydamerika och Västindien.

## Historik
Företaget grundades 1928 som Edy's Grand Ice Cream i Oakland i Kalifornien av glasstillverkaren William Dreyer och godistillverkaren Joseph Edy. Enligt vissa källor var det de som tog fram glassorten Rocky road 1929. 1947 avslutades samarbetet mellan de två efter att Edys intresse för glasstillverkning svalnat samt personliga angelägenheter. Dreyer köpte företaget och bytte namn på det till Dreyer's Grand Ice Cream. 1963 såldes företaget till företagets ledning men Dreyer var dock involverad i företaget fram tills hans död 1975. Två år senare såldes företaget igen och den här gången till W.F. Cronk och T. Gary Rogers för 500 000 dollar, de två lyckades göra Dreyer's till en av USA:s två största glassbolag. 1981 blev företaget ett publikt aktiebolag och aktien började handlas på Nasdaq. Samtidigt började Dreyer's söka sig österut i USA för nya glassmarknader, för att undvika missförstånd med sin största konkurrent Breyers, beslutade de att använda sig av ett nytt varumärke med namnet Edy's, namngiven efter Joseph Edy. Dreyer's och Breyers slöt ett avtal med varandra att inte försvåra för konsumenter vid företagens marknadsföring av sina respektive produkter. Breyers brukade köra med "It's Breyers with a B" i sin marknadsföring. Breyers hade till och med en marknadsföringskampanj där man hade produkter från båda för att visa på skillnaden för konsumenter. Kampanjen avbröts dock efter att Dreyer's sa ifrån, de tyckte att det kunde uppfattas om att deras glass var ej äkta, vilket Breyers ansåg att det var informativt för konsumenten att informera om att Dreyer's hade majssirap och livsmedelsfärgämnen i sina glassar, vilket Breyers inte hade. Fram till juni 2003 hade Nestlé förvärvat 23% av Dreyer's, den månaden blev det bekräftat att Nestlé ökade sitt aktieinnehav till 67% för 2,8 miljarder dollar. Nestlé överförde på direkten sina övriga amerikanska glassvarumärken och rättigheter såsom Häagen-Dazs till Dreyer's, Dreyer's var dock från sin sida tvingad att sälja av tre glassvarumärken inklusive Godiva Chocolatier Ice Cream enligt den amerikanska konkurrens- och handelsmyndigheten Federal Trade Commission (FTC). Tre år senare förvärvade Nestlé de resterande aktierna och blev ensam ägare av Dreyer's. 2019 sålde Nestlé sina samtliga amerikanska glassvarumärken och rättigheter till Froneri för fyra miljarder dollar.